# Municipio de Horseshoe Valley
El municipio de Horseshoe Valley (en inglés: Horseshoe Valley Township) es un municipio ubicado en el condado de McLean en el estado estadounidense de Dakota del Norte. En el año 2010 tenía una población de 27 habitantes y una densidad poblacional de 0,29 personas por km².

## Geografía
El municipio de Horseshoe Valley se encuentra ubicado en las coordenadas 47°44′7″N 100°53′2″O / 47.73528, -100.88389. Según la Oficina del Censo de los Estados Unidos, el municipio tiene una superficie total de 93.36 km², de la cual 91,39 km² corresponden a tierra firme y (2,11 %) 1,97 km² es agua.

## Demografía
Según el censo de 2010, había 27 personas residiendo en el municipio de Horseshoe Valley. La densidad de población era de 0,29 hab./km². De los 27 habitantes, el municipio de Horseshoe Valley estaba compuesto por el 100 % blancos. Del total de la población el 7,41 % eran hispanos o latinos de cualquier raza.